# Crique Alama
Crique Alama är ett vattendrag i Franska Guyana (Frankrike). Det ligger i den sydvästra delen av landet, 400 km sydväst om huvudstaden Cayenne.